# تیپ ۱۹۰ اشتورم‌گشوتس
تیپ ۱۹۰ اشتورم‌گشوتس (به آلمانی: Sturmgeschütz-Brigade 190) در ابتدا با عنوان گردان ۱۹۰ توپخانه تهاجمی (به آلمانی: Sturmartillerie-Abteilung 189) و گردان سبک ۱۹۰ اشتورم‌گشوتس (به آلمانی: Sturmgeschütz-Abteilung 189) یکی از تیپ‌های توپ‌های تهاجمی اشتورم‌گشوتس نیروی زمینی آلمان در دوره رایش سوم بود که در جریان جنگ جهانی دوم به عملیات پرداخت.

## تشکیل و تاریخچه عملیاتی
این یگان ابتدا تحت عنوان «گردان ۱۹۰ توپخانه تهاجمی»، متشکل از سه آتشبار در روز ۱ اوت سال ۱۹۴۰ در یوتربوگ تشکیل شد. از ۱۵ نوامبر حالت عملیاتی گرفت و ۲۸ نوامبر با قطار به ناحیه لور در شرق فرانسه فرستاده شد. در این ناحیه بخشی از لشکر هفتاد و دوم پیاده‌نظام بود و به آموزش نیروهای خود ادامه داد. روز ۷ ژانویه سال ۱‍۹۴۱ در بلفور سوار قطار شد و از راه مونشن و وین، به بالاچی در جنوب رومانی منتقل گشت. روز ۷ فوریه سال ۱۹۴۱ به «گردان ۱۹۰ اشتورم‌گشوتس» تغییر نام داد. با آغاز حرکت از ۲۸ فوریه، از طریق جورجو و گذر رود دانوب، ۴ مارس وارد بلغارستان شد. روز ۸ مارس به هاسکوفو در جنوب این کشور رسید و آماده مشارکت تهاجم به یونان شد.
تهاجم را از روز ۵ آوریل با حرکت به سمت کموتینی در شرق یونان آغاز کرد. روز ۱۲ آوریل به بخشی از لشکر دوم زرهی بدل گشت و ۱۴ آوریل به سالونیک و ۱۶ آوریل به کاترینی در مرکز یونان رسید. یگان در شکستن خط دفاعی دشمن در ترموپیل در چند روز آینده مشارکت داشت. با پایان درگیری‌ها در یونان، مدتی در تبای در نزدیکی آتن، مستقر بود. گردان ۱۵ مه شروع به بازگشت کرد و میانه ماه ژوئن یه بخارست رسید. در این مکان تعمیرات بر تسلیحات آن صورت گرفت تا در تهاجم به شوروی مشارکت کند. به هر صورت فعلا این مشارکت اتفاق نیفتاد و گردان به ناحیه ارتش یازدهم در مرز با شوروی منتقل شد. به دستور فرماندهی عالی نیروی زمینی آلمان گردان آتشبار ۱ خود را به سپاه ۳۰ و آتشبارهای ۲ و ۳ خود را به سپاه ۱۱ سپرد. روز ۱۸ ماه اوت یگان مجددا تجمیع شد. روز ۲۳ اوت به نیکولایفکایا در جنوب اوکراین رسید.
با رزم در قالب لشکر بیست و دوم پیاده‌نظام ۳۱ اوت از رود اینهول در کاخوفکا گذشت. تا روز ۲۰ سپتامبر هر سه آتشبار گردان مستقیما تحت فرمان سپاه ۳۰ می‌جنگیدند. روز ۲۲ سپتامبر به سپاه ۵۴ منتقل شد تا از رخنه به شبه‌جزیره کریمه در باریکه پرکوب پشتیبانی کند. تهاجم به این باریکه از ۲۴ سپتامبر آغاز شد و تا ۱۵ اکتبر آلمانی‌ها قادر به عبور از آن شدند. تا ده روز دیگر یگان به حومه دژ سواستوپول در جنوب کریمه رسید. در حین محاصره این بندر، از این گردان تا حدودی علیه پارتیزان‌ها استفاده شد. گردان در تهاجم موفق ماه مه فون مانشتاین به شبه‌جزیره کرچ (عملیات تراپن‌یاکت) حاضر بود. پس از چند روز استراحت، یگان به ناحیه سواستوپول بازگشت تا در حمله مجددا به آن از روز ۷ ژوئن مشارکت کند. پس از سلطه آلمانی‌ها بر این شهر، یگان در حالت استراحت تا ۲۲ ژوئیه در کریمه باقی ماند. سپس به ارتش دوم در ناحیه کورسک منتقل شد. با آغاز مورد آبی، گردان تا روز ۸ اوت به وورونژ رسید. هفته‌ها و ماه‌های بعدی را درگیر رزم دفاعی در این موقعیت بود. در جریان ضد حمله زمستانه ارتش سرخ وادار به عقب‌نشینی به سمت غرب شد. گردان اواخر ماه فوریه سال ۱۹۴۳ خط مقدم را ترک کرد و برای بازسازی به یوتربوگ رفت.
ماه آوریل سال ۱۹۴۳ عنوان یگان به «گردان سبک ۱۹۰ اشتورم‌گشوتس» تغییر کرد. روز ۲۳ ژوئن مجددا به جبهه شرقی بازگشت و ۲۷ ژوئن به گومل رسید. پس از سه هفته توقف، ۱۴ ژوئیه به کاراچف منتقل و بخشی از ارتش چهارم شد تا با لشکرهای ۲۱۱ام پیاده‌نظام و پنجم زرهی عمل کند. هر دو لشکر در ناحیه کورسک در موضع دفاعی بودند. ماه نوامبر گردان به ارتش سوم زرهی که درگیر نبردهای شدید دفاعی در ناحیه ویتبسک-نی‌ول بود، سپرده شد.
ماه ژانویه سال ۱۹۴۴ به «تیپ سبک ۱۹۰ اشتورم‌گشوتس» تغییر عنوان داد. یگان در نبردهای ناحیه کوول مشارکت داشت و از هنگ ۵ زرهی اس‌اس پشتیبانی می‌کرد. ماه مه سال ۱۹۴۴ در ناحیه موگیلف قرار داشت و بخشی از ارتش چهارم در گروه ارتش مرکز بود. ماه نوامبر سال ۱۹۴۴ باز هم برای بازسازی به آلمان بازگردانده شد. ماه ژانویه سال ۱۹۴۵ به عنوان بخشی از ارتش دوم مجددا به خط مقدم این بار در ناحیه دانتسیش رفت. به گزارش سپاه ۲۷، تیپ ۱۹۰ اشتورم‌گشوتس در نبردهای اواخر سال ۱۹۴۴ و اوایل سال ۱۹۴۵ موفق به انهدام ۱۰۴ تانک و ۱۰۶ توپ ضدتانک دشمن شد و نقش بسزایی در حفظ یک‌پارچگی خط مقدم سپاه ایفا کرد.

## فرماندهان
(تاریخ انتصاب)
- ۱ اکتبر ۱۹۴۰: سرهنگ دوم هانس-یوآخیم هاوپت
- ۴ سپتامبر ۱۹۴۰: سرهنگ دوم راینهارت نِتِر
- ۲۹ سپتامبر ۱۹۴۱: سرگرد هانس ووکت
- اکتبر ۱۹۴۱: سروان کورت مورینگ
- دسامبر ۱۹۴۱: سرگرد گرهارت پایتس
- فوریه ۱۹۴۴: سروان سیزار
- دسامبر ۱۹۴۲: سرهنگ دوم روت
- مارس ۱۹۴۳: سروان هاینتس وِرزیش
- سپامبر ۱۹۴۳: سروان دیتِر بِندِر
- اکتبر ۱۹۴۳: سرگرد ویلهلم کرونه

## دریافت کنندگان نشان صلیب شوالیه
فهرست زیر شامل افرادی از این یگان است که نشان صلیب شوالیه صلیب آهنین را دریافت کرده‌اند:
- سرگرد ویلهلم کرونه: فرمانده تیپ ۱۹۰ اشتورم‌گشوتس: ۲۴ فوریه ۱۹۴۵، به جهت رهبری برجسته تیپ در نبردهای اواخر سال ۱۹۴۴ و اوایل سال ۱۹۴۵[۳]